# Mont Gosford
Mont Gosford är ett berg i Kanada.   Det ligger i provinsen Québec, i den sydöstra delen av landet, 400 km öster om huvudstaden Ottawa. Toppen på Mont Gosford är 1 180 meter över havet, eller 244 meter över den omgivande terrängen. Bredden vid basen är 3,7 km.
Terrängen runt Mont Gosford är huvudsakligen kuperad. Trakten runt Mont Gosford är nära nog obefolkad, med mindre än två invånare per kvadratkilometer..
I omgivningarna runt Mont Gosford växer i huvudsak blandskog.